# Io fluvialis
Io fluvialis é uma espécie de gastrópode da família Pleuroceridae.
É endémica dos Estados Unidos da América.